# Néstor Scotta
Néstor Scotta (San Justo, 7 april 1948 - Caseros, 8 januari 2001) was een Argentijnse voetballer. Hij is de oudere broer van Héctor Scotta, tweevoudig topschutter van de Argentijnse competitie en voormalig international.

## Biografie
Scotta begon zijn profcarrière bij Unión de Sante Fe. In 1970 maakte hij de overstap naar topclub River Plate, waar hij twee jaar speelde. In 1971 werd hij kort uitgeleend aan Grêmio en scoorde hier het allereerste doelpunt ooit in de Série A. Van 1973 tot 1976 speelde hij voor Racing Club. Trainer Carlos Bilardo haalde hem 1977 naar het Colombiaanse Deportivo Cali, waar hij tot 1980 speelde. Hij werd er twee keer vicekampioen mee en bereikte in 1977 de halve finale van de Copa Libertadores en een jaar later de finale. In 1981 keerde hij terug naar Argentinië om voor Platense te spelen en een jaar later ging hij naar tweedeklasser Temperley. Hij slaagde erin om met deze club de promotie naar de hoogste klasse af te dwingen. Hij beëindigde zijn carrière bij clubs uit de lagere divisies.
Scotta overleed op 8 januari 2001 bij een auto-ongeval. 